# (3880) Kaiserman
Pour les articles homonymes, voir Kaiserman.
(3880) Kaiserman est un astéroïde de la ceinture principale de la famille de Hungaria.

## Description
(3880) Kaiserman est un astéroïde de la ceinture principale, de la famille de Hungaria. Il présente une orbite caractérisée par un demi-grand axe de 1,95 UA, une excentricité de 0,08 et une inclinaison de 17,6° par rapport à l'écliptique.

## Compléments